# Patuljasti kunić
Patuljasti kunić je vrsta domesticiranog europskog kunića (Oryctolagus cuniculus).

## Osobine
Uzgajaju se samo kao kućni ljubimci. Imaju iste karakterne osobine kao i ostali domesticirani kunići, s malo više temperamenta. Energični su i osjetljivi (lako ih se može uznemiriti). Mogu biti za kuću i mogu se prilagoditi društvu kućnog psa i mačke, ali i drugih kućnih ljubimaca. Vrlo su fragilne životinje i podložni su stresu. 
Treba ih razlikovati od zečeva.

### Opće karakteristike
Dugi su 34-45 cm. Čistokrvni patuljasti kunići teški su od 500 g do 1400 g; veći pripadnici vrste teže od 1400 g do 1800 g.  Žive od 10 do 12 godina.
Neke od boja: crna, plava, čokoladna, jorgovan (blijedoljubičasta), čeličnosiva, vidra, srneća, ris, opal, žućkastosmeđa (zagasito), također i bijeli crvenooki (rubin) i plavooki.

### Prehrana
Hrane se travom, žitaricama i raznim sočnim zelenilom. Imaju slabiji probavni sustav od svojih većih rođaka i lisnato povrće poput salate i kupusa može im zadati zdravstvene probleme. Veliki udio njihove prehrane čini sijeno, koje je vrlo važno za probavu.